# Psammogeton brevisetum
Psammogeton brevisetum är en flockblommig växtart som beskrevs av Pierre Edmond Boissier. Psammogeton brevisetum ingår i släktet Psammogeton och familjen flockblommiga växter. Inga underarter finns listade i Catalogue of Life.